# Lato pros Kamara

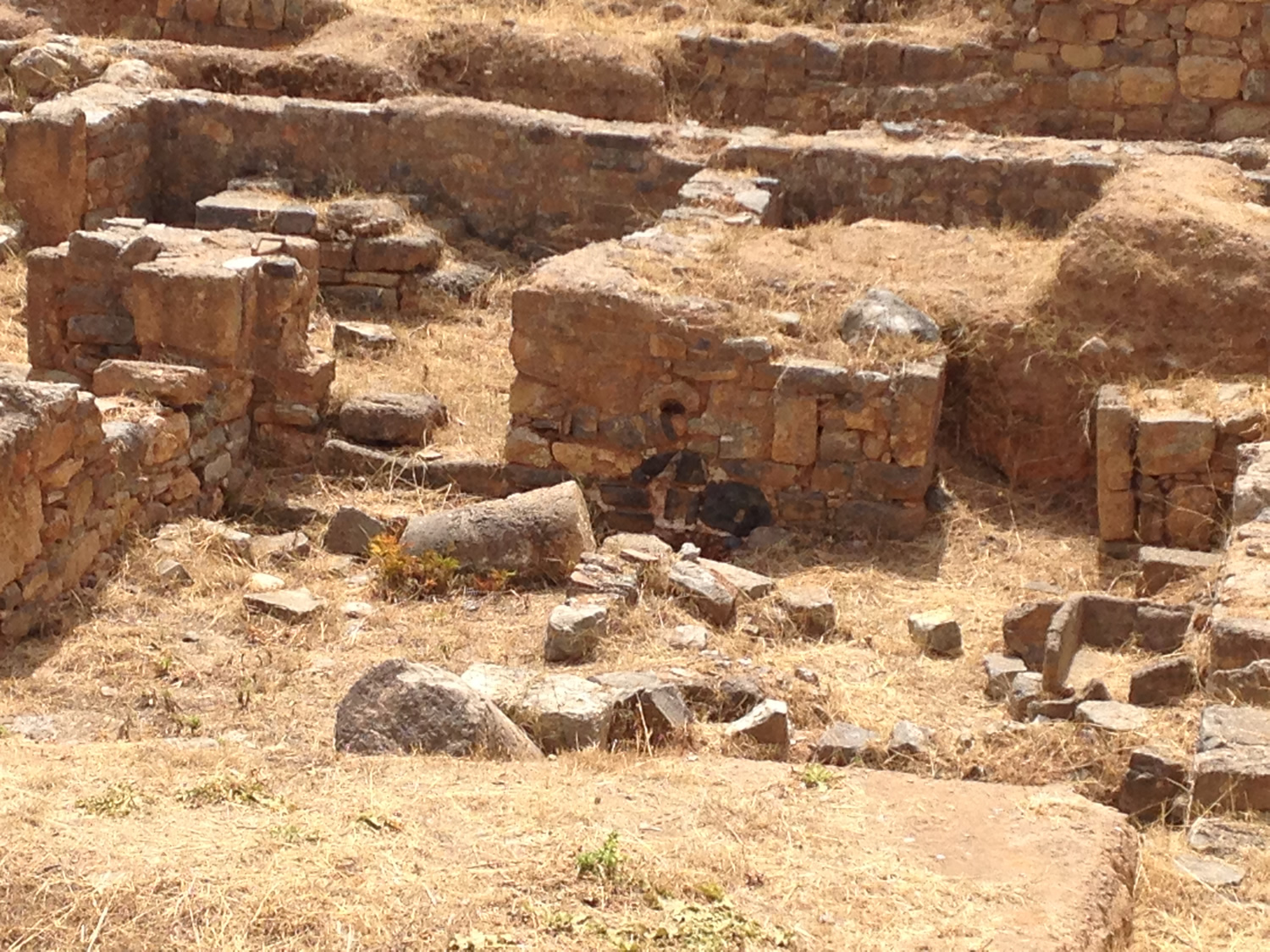
Antike Ruinen in Agios Nikolaos

Lato pros Kamara, oft auch einfach Kamara, war eine antike Küstenstadt im Nordosten Kretas. Es handelt sich um das moderne Agios Nikolaos.
Kamara wurde wahrscheinlich schon in archaischer Zeit gegründet. Es war lange Zeit der Hafen von Lato. Im zweiten vorchristlichen Jahrhundert wurde Lato verlassen und viele Bürger siedelten sich in Kamara an. Aus der folgenden Zeit stammen vor allem viele Inschriften, die belegen, dass die Stadt nun von einiger Bedeutung war. Bei vielen von ihnen handelt es sich um Grabsteine. Eine Inschrift nennt eine Kapelle der Aphrodite. Eine weitere Inschrift, datiert um 216–200 v. Chr., hat einen Vertrag zwischen Lato pros Kamara und einer weiteren Stadt auf Kreta zum Inhalt. Der Name der anderen Stadt ist verloren.